# British Home Championship 1889/90
Die British Home Championship 1889/90 war die siebte Austragung des Turniers für die Fußballnationalmannschaften des Vereinigten Königreiches und fand von Februar bis April 1890 statt. Gespielt wurde in einer einfachen Ligarunde, jeder gegen jeden.
Schottland und England teilten sich den Titel, nachdem beide punktgleich auf Platz eins gelandet waren. Für Schottland war es der sechste Titel, während England zum dritten Mal gewann.
| Pl.                                            | Verein     | Sp. | S | U | N | Tore    | Diff. | Punkte |
| ---------------------------------------------- | ---------- | --- | - | - | - | ------- | ----- | ------ |
| 1.                                             | England    | 3   | 2 | 1 | 0 | 013:300 | +10   | 05:10  |
| 1.                                             | Schottland | 3   | 2 | 1 | 0 | 010:200 | +8    | 05:10  |
| 3.                                             | Wales      | 3   | 1 | 0 | 2 | 006:100 | −4    | 02:40  |
| 4.                                             | Irland     | 3   | 0 | 0 | 3 | 004:180 | −14   | 0:60   |
| England und Schottland teilten sich den Titel. |            |     |   |   |   |         |       |        |

|                          |   |            |     |
| 8. Februar in Shrewsbury |   |            |     |
| Wales                    | – | Irland     | 5:2 |
| 15. März in Wrexham      |   |            |     |
| Wales                    | – | England    | 1:3 |
| 15. März in Belfast      |   |            |     |
| Irland                   | – | England    | 1:9 |
| 22. März in Paisley      |   |            |     |
| Schottland               | – | Wales      | 5:0 |
| 29. März in Belfast      |   |            |     |
| Irland                   | – | Schottland | 1:4 |
| 5. April in Glasgow      |   |            |     |
| Schottland               | – | England    | 1:1 |